# زائير
زائير (بالفرنسية: Zaire)‏ كان اسم جمهورية الكونغو الديمقراطية الذي استخدم بين عامي 1971 و1997 م.
كانت المستعمرة البلجكية (الكونغو البلجيكية سابقاً) استقلت عام 1960. عرفت بعد الاستقلال بـ «جمهورية الكونغو». كذلك المستعمرة الفرنسية السابقة والتي تشارك الحدود الغرببة للكونغو البلجيكية حملت أيضًا بعد استقلالها ذات الاسم جمهورية الكونغو. كان يتم التمييز بين الدولتين بأسماء عاصمتيهما: كونغو كينشاسا للكونغو البلجيكية السابقة وكونغو برازافيل للكونغو الفرنسية السابقة.
بين عامي 1964 و1971 حملت الدولة جمهورية الكونغو الديمقراطية.
عام 1971 تم تغيير اسم الدولة إلى «جمهورية زائير». حملت هذا الاسم إلى حين سقوط نظام موبوتو سيسي سيكو عام 1997.
زائير هي إحدى بلدان وسط أفريقيا، وثالثة دول القارة مساحةً بعد الجزائر والسودان. تبلغ مساحة زائير 2,344,885 كم² وسكانها سنة 1988 حوالي 33,743,000 نسمة وعاصمتها كينشاسا (تعرف بـ: ليوبلدفيل) سابقاً، وسكانها حوالي 3 ملايين نسمة. ومن المدن الهامة: لوبومباشي (سابقاً: إليزبيت فيل) وكيسانغاني (سابقاً: ستانلي فيل).

## الموقع
تمتد أرض زائير بين دائرتي عرض خمس شمالي الدائرة الاستوائية، وثلاث عشرة جنوبها، تحدها أوغندا، وتنزانيا من الشرق، وكذلك رواندا وبورندي، ومن الغرب الكنغو، وأنغولا، وتشرف بجبهة ساحلية ضيقة على المحيط الأطلنطي غرباً وحيث مصب نهر زائير، وتحدها أفريقيا الوسطي، والسودان من الشمال، وفي جنوبها الغربي أنغولا، وفي الجنوب والجنوب الشرقي زامبيا.

## الأرض
يشكل حوض نهر زائير معظم أرضها، وهو حوض سهلي يتسم بالانبساط وقلة التضرس، ويتوسطة النهر بروافده العديدة، ويشق طريقه ليفرغ ماءه في المحيط الأطلنطي وطول النهر 4377كم، وأكثر جهات زائير ارتفاعاً في الجنوب والغرب حيث هضبة شابا (كاتنجا سابقًا)، وكذلك في الشرق والشمال الشرقي، حيث تشرف أرض زائير بحافات جبلية على الأخدود الأفريقي.

## المناخ
مناخ زائير يغلب علية الطابع الاستوائي، حيث تسود معظم الحوض ويتدرج هذا الطراز إلى صنف مداري في الجنوب، وأمطار زائير وفيرة في الشمال والوسط وتسقط في فصلين، لهذا تسود الغابات الاستوائية الرطبة معظم حوض نهر زائير وتتدرج إلى أعشاب السفانا الطويلة في الجنوب والشرق.[بحاجة لمصدر]

## السكان
يتكون سكان زائير (33,7 مليون) من أكثر من مائتي مجموعة عرقية معظمها من زنوج البانتو، ثم من الشعوب النيلية، ومن الأزندي، والأقزام، وجماعات مهاجرة من سواحل شرقي أفريقيا، وهي الجماعات التي نقلت الإسلام إلى حوض نهر زائير وصلها الإسلام من شرقي أفريقيا، من دولة زنجبار أيام ازدهارها. لذلك تتعدد اللغات واللهجات، والفرنسية لغة البلاد الرسمية وإلى جانبها عدة لغات مثل اللينجالا في كنشاسا والكنغو الأدنى والتشيلويا في كاساي وغيرهما من اللغات المحلية، وإلى جانب هذا تسود السواحلية في بعض المناطق مثل شرقي زائير، وفي هضبة شابا، كالغة بالبلاد ويقدر عدد المسلمين في زائير بحوالي 11,800,000 ملايين نسمة[بحاجة لمصدر].

## النشاط البشري
رغم وفرة الموارد الغذائية، والمعدنية بزائير إلا أن مستوى المعيشة منخفض، ويعود هذا لأسباب عديدة منها سوء الاستغلال والتخلف، وأبرز الحاصلات الزراعية الكاسافا، والذرة، والأرز، والموز، وهي حاصلات غذائية للسكان، ومن الحاصلات النقدية المطاط، والقطن، وقصب السكر، ونخيل الزيت والبن، والزراعة حرفة السكان الأولى ولقد بلغ إنتاجها من الأرز سنة (1408 هـ -1988 م) 316 ألف طن، ومن الذرة 735 ألف طن، ومن الكاسافا 16,254 مليون طن ومن البن 225 ألف طن، ومن الموز 345 ألف طن، ومن قصب السكر 800,000 طن. وتتمتع زائير بثروة معدنية هائلة من المعادن الثمنية كالماس والذهب والكوبلت هذا إلى خامات النحاس، والقصدير، والزنك. وتنتج غابات زائير أنواعاً جيدة من الأخشاب، وتغطي الغابات حوالي نصف مساحة البلاد، وتسببت هذه الموارد في الأطماع الاستعمارية التي هيمنت على زائير فترة طويلة.

## المصدر
- الاقليات المسلمة في أفريقيا—سيد عبد المجيد بكر.